# Segelfluggelände Kamen-Heeren

i7
i11
i13
Das Segelfluggelände Kamen-Heeren liegt in der Hansestadt Kamen im Kreis Unna in Nordrhein-Westfalen, etwa drei Kilometer östlich des Zentrums von Kamen.

## Flugbetrieb
Das Segelfluggelände ist mit folgenden Start- und Landebahnen aus Gras ausgestattet:
| Bezeichnung | Abmessungen (m) | Zweck                                       |
| ----------- | --------------- | ------------------------------------------- |
| 11R/29L     | 390 × 30        | Start- und Landebahn „Süd“                  |
| 11L         | 405 × 30        | Startbahn für Motorflug und Flugzeugschlepp |
| 11M/29R     | 300 × 30        | Landebahn „Mitte“                           |
| 11L         | 250 × 30        | Landebahn „Nordwest“ für Segelflugzeuge     |
| 28          | 250 × 30        | Landebahn „Südwest“                         |
| 29L         | 510 × 30        | Landebahn „Südost“                          |

Soweit in der Spalte Zweck nichts anderes angegeben ist, ist die jeweilige Bahn für folgende Arten von Luftfahrzeugen zugelassen:
- Motorflugzeuge bis zu einem höchstzulässigen Abfluggewicht (MTOM) von 2000 kg, soweit diese bestimmungsgemäß zum Schleppen von Segelflugzeugen Verwendung finden;
- Segelflugzeuge im Winden- und Schleppstart hinter Luftfahrzeugen;
- selbststartende Motorsegler;
- Luftsportgeräte;
- Modellflugzeuge ohne Verbrennungsmotorantrieb.

Der Platzhalter und Betreiber sind die Luftsportfreunde 2000 Kamen/Dortmund e. V. Das Segelfluggelände dient der Nutzung durch Vereinsmitglieder des Platzhalters. Andere  Flüge bedürfen  der vorherigen  Zustimmung des Platzhalters (PPR).